# Hybosoridae
Hybosoridae je čeleď brouků z nadčeledi Scarabaeoidea. Asi 210 druhů v 33 rodech se objevuje většinou v tropech a o jejich životě je toho zatím známo málo.
Hybosoridae jsou 5–7 mm velcí, oválného tvaru. Zbarveni jsou od světle hnědé až po černou. Jsou nápadní svými velkými kusadly s makadly a 10-článkovými tykadly. Na nohách mají výrazné ostruhy.
Larvy mají tvar písmene „C“ a krémovou barvu, což je typické pro všechny vrubounovité brouky. Čtyřčlánkové nohy jsou dobře vyvinuté, přední nohy brouk používá ke stridulaci třením o okraj epipharynx, čímž je tato čeleď jedinečná.
Dospělí jedinci se živí na zdechlinách obratlovců a bezobratlých někdy jsou nalézáni v hnoji.